# Herschel Grynszpan

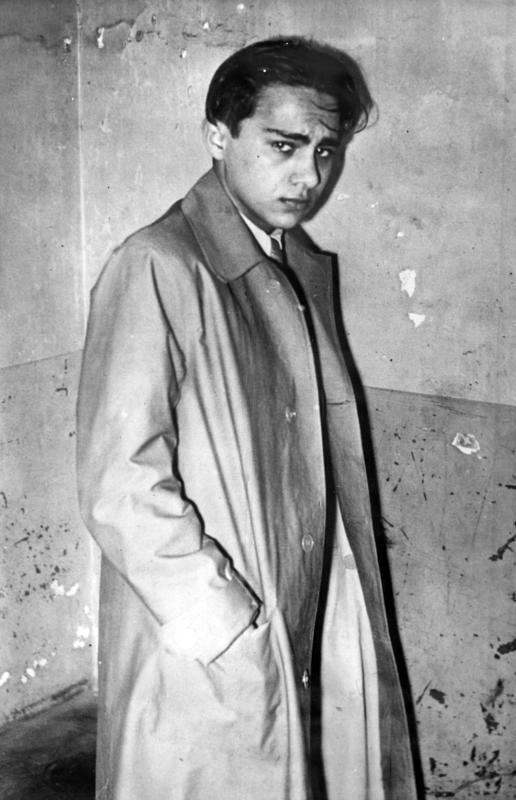
Herschel Feibel Grynszpan na zijn arrestatie door de Franse politie

Herschel Feibel Grynszpan (soms geschreven als Grünspan) (Hannover, 28 maart 1921 - 1942?) was een Jood van Poolse afkomst die vooral bekend is vanwege zijn moord op de Duitse diplomaat Ernst vom Rath op 7 november 1938. Deze moord grepen de nazi's aan als excuus voor de Jodenvervolging met als startpunt de gesanctioneerde Kristallnacht.
Grynszpan werd geboren in Hannover als zoon van een Pools-joodse kleermaker. Hij studeerde in 1935 Hebreeuws in Frankfurt am Main bij dr. Jacob Hoffman, als voorbereiding op emigratie naar Palestina. Toen hij in 1936 terugkeerde naar zijn ouders, zocht hij werk als loodgieter of monteur, maar omdat hij joods was kon hij geen baan vinden. Een visum voor Palestina kreeg hij evenmin. Daarop vertrok hij via Brussel naar Frankrijk. Na illegale grensoverschrijding tussen Quiévrain en Valenciennes, ging hij in september 1936 in Parijs wonen, bij zijn oom en tante Abraham en Chawa Grynszpan. De rest van het gezin bleef in Duitsland wonen.
Het lukte hem niet om zijn verblijf in Frankrijk te legaliseren en op 11 augustus 1938 kreeg hij van de Franse politie te horen dat hij Frankrijk binnen vier dagen diende te verlaten. Hij bleef illegaal in Parijs wonen.
In de herfst van 1938 werden zijn ouders, broer en zuster, per goederentrein bij Zbąszyń (Duits: Bentschen) over de Poolse grens gezet. Polen weigerde de door Duitsland uitgezette Joden op te nemen en zo bivakkeerden ze in het niemandsland tussen Duitsland en Polen. Grynszpans zuster Berta Grynszpan slaagde erin een briefkaart naar haar broer in Parijs te sturen, waarin ze de verschrikkingen beschreef die het gezin moest ondergaan. Grynszpan ontstak in woede. Hij kocht een pistool en ging op 7 november naar de Duitse ambassade in Parijs, om ambassadeur graaf Von Welczek dood te schieten. Toen de derde secretaris van de ambassade, Ernst vom Rath, naar Grynszpan werd gestuurd om te horen wat hij wilde, schoot Grynszpan hem tweemaal in het onderlichaam.
Vom Rath overleed twee dagen later, op 9 november. Die avond werd zijn overlijden door Joseph Goebbels aangegrepen voor een haatrede tegen Joden. Enkele uren later barstte een door SA en andere NSDAP-organisaties uitgevoerde pogrom los: de Kristallnacht.
Grynszpan werd 20 maanden gevangen gehouden in een jeugdgevangenis te Fresnes, zonder vorm van proces. De Franse overheid zat met het geval in haar maag. Frankrijk werd op dat moment geleid door Léon Blum, zelf joods en van uitlevering aan Duitsland, waar Grynszpan een zekere dood wachtte, kon geen sprake zijn. Internationaal werd er geld voor zijn verdediging ingezameld, in totaal 30 duizend dollar. Bij de inval van Duitsland in Frankrijk zat Grynszpan in de gevangenis in Bourges. Op 18 juli 1940 werd hij illegaal naar Duitsland overgebracht, om te worden ondervraagd door de Gestapo, als voorbereiding op een showproces. Vervolgens werd hij naar concentratiekamp Sachsenhausen gebracht.
Dat showproces kwam er niet. Grynszpan is in 1942 in Sachsenhausen verdwenen; zijn uiteindelijke lot is onbekend. Geruchten dat hij de oorlog had overleefd, zijn nooit bevestigd. In 1960 werd hij door de Duitse overheid officieel doodverklaard.
Grynszpans ouders vluchtten naar de Sovjet-Unie en overleefden de oorlog. Ze emigreerden naar Israël, waar ze een rol speelden in het proces tegen Adolf Eichmann in Jeruzalem in 1961.

## Nieuwe feiten
In 2001 publiceerde hoogleraar Hans-Jürgen Döscher documenten die een ander licht zouden werpen op de affaire. Tot dan toe was aangenomen dat Grynszpan Vom Rath in blinde woede had neergeschoten. Maar Döscher stelde dat Grynszpan en Vom Rath elkaar goed kenden en een seksuele relatie hadden gehad. Als bewijs voerde hij verschillende argumenten aan gebaseerd op bronnen die door de Duitse journalist Michael Soltikow waren opgevoerd. Ook citeerde Döscher een tijdgenote van de Franse schrijver André Gide, zelf homoseksueel, die in haar dagboek schreef: "Vom Rath had een bijzonder intieme verhouding met de kleine jood, zijn moordenaar." Vom Rath en Grynszpan zouden elkaar hebben ontmoet op de Place Pigalle en in Le Boeuf sur le Toit, een Parijs homocafé. Grynszpan was wellicht zelf niet homoseksueel, maar zou hebben geprobeerd via Vom Rath aan een verblijfsvergunning te komen.
Al eerder betoogde de Amerikaanse schrijver dr. Ron Roizen dat dit verhaal door de advocaten van Grynszpan was verspreid als hulp bij zijn verdediging. Goebbels zelf dacht er ook zo over; hij beschouwde de verhalen over een relatie tussen Grynszpan en Vom Rath als een afleidingsmanoeuvre. Desalniettemin werd het showproces gestaakt.
In november 2013 verscheen, ter gelegenheid van de herdenking van 75 jaar Kristallnacht, het boek De wanhoopsdaad. Hoe een zeventienjarige jongen de Kristallnacht ontketende van auteur Sidney Smeets waarin nieuwe feiten naar voren kwamen. Smeets ontkrachtte de door Hans-Jürgen Döscher verkondigde theorie dat Grynszpan en Vom Rath elkaar al voor de aanslag kenden. Nieuw onderzoek in voorheen ontoegankelijke archieven in München en Düsseldorf liet zien dat de rechtbanken van die steden het vermeende ‘bewijs’ voor een homoseksuele relatie tussen de beiden zoals dat door Michael Soltikow was aangeleverd niet serieus konden nemen. Stuk voor stuk verklaarden door Soltikow opgevoerde getuigen niets van een homoseksuele relatie te weten. Grynszpan zelf ontkende al in 1942 in een in geheimschrift opgestelde brief dat de relatie echt had bestaan. Hij gaf toe het verhaal verzonnen te hebben om een showproces te voorkomen.